# La Sal
Die Ortschaft La Sal liegt im County San Juan im US-Bundesstaat Utah, am Fuße des Manti La Sal National Forest. Das U.S. Census Bureau hat bei der Volkszählung 2020 eine Einwohnerzahl von 348 ermittelt.
La Sal hat eine Fläche von 118 km². Die Stadt liegt in der Nähe des Flusses Colorado und des Canyonlands-Nationalparks. Sie liegt auf einer Höhe von 2171 m. ü. M.
Der Name La Sal stammt von spanischen Siedlern, die die Berge 'Sierra de la Sal' nannten – Salzberge.